# White Kadota
White Kadota es un cultivar de higuera de tipo higo común Ficus carica, bífera (con dos cosechas por temporada, brevas e higos de otoño), de higos color verde claro a blanco amarillento. Se cultiva principalmente en el desierto de Madera, Alta California (Estados Unidos) y en el desierto de Vizcaíno, Baja California (México).
,

## Sinonimia
- „Dottato“ en Italia  (Denominación de Origen Protegida),
- „White Endich“ en California,
- „Kadota“,
- „Ottato“,
- „Cuello de Dama Blanco“ en Extremadura,
- „Fichi di Calabria e Dattare“,
- „Fico della goccia d’oro“ en Italia,[5][6]

## Historia
Actualmente, 'Dottato' es uno de los higos más populares en Italia y goza de varias denominaciones de origen protegidas. Los higos secos Dottato, por su deliciosa dulzura, su tamaño, la imperceptibilidad de sus granos son de una calidad muy superior a la de los higos turcos.
Para una descripción mejor y más completa de Dottato, véase la obra de Giorgio Gallesio La Pomona Italiana, publicada entre 1817 y 1839. Gallesio va a comer los higos en  Alicante y Málaga, pero no recuerda su nombre. En todo el Levante español y las islas, encontrará higos con diferentes nombres con características casi idénticas a esta variedad (cuello de dama blanco).

## Características
La higuera 'White Kadota' es una variedad bífera de tipo higo común, de producción baja de brevas de calidad media y muy alta de higos. Las hojas de la variedad son muy grandes y fuertes, de color verde oscuro y en su mayoría cordadas de 3 a 5 lóbulos.
Los higos 'White Kadota' tienen forma ovalada, de color verdoso suave a blanco amarillento. Son densos, firmes y flexibles. Sus higos de verano son muy grandes, exquisitamente dulces y muy melosos. Estos tienen un ostiolo grande y, a menudo, cuando está creciendo, deja caer una gota o hunde una lágrima de miel.
El receptáculo es delgado, de color verde pálido, la pulpa es carnosa, color ambarino. Su olor es elegante, ligeramente intenso con notas vegetales y afrutadas. El ostiolo está abierto, pero está característicamente lleno de una sustancia similar a la miel que impide la entrada de insectos y el posterior acrecimiento.
Los higos con un diámetro generalmente mayor o igual a 40 milímetros se cosechan del 15 de agosto al 15 de noviembre.
Apta para higo seco paso y consumo en fresco.

## Cultivo
'White Kadota', es una variedad de higo blanco, reconocida por su piel fina e intenso dulzor, que se cultiva mayoritariamente en el desierto de Madera (Alta California), utilizando agua de la cuenca del río Colorado para los riegos.
Esta variedad es capaz de ser cultivada en USDA Hardiness Zones 7 a 9. Es el higo comercial de California. Los ensayos varietales muestran que también le va bien determinadas zonas en Texas, particularmente en el sur de Texas. La fruta se vuelve gomosa en áreas más secas y más calientes. Las características de fructificación son similares a las de los higos 'Magnolia' y 'Everbearing'. Producirá en las ramas afectadas por hielos al año después de una lesión por frío. La fruta es excelente enlatada o conservada.
En 1968 empezó con carácter experimental un asentamiento de campesinos en el desierto de Vizcaíno, Baja California, para el cultivo del higo 'White Kadota', dirigido por un grupo de agrónomos israelíes. Hoy, en este proyecto de vida comunal, aún sobrevive el huerto de higo blanco, cuya cosecha se va en su totalidad a Hong Kong. El manejo de este fruto demanda mano de obra durante todo el año y logra una cosecha de más de 1.050 toneladas, en las casi 200 hectáreas de higueras que existen.
Un grupo de investigadores del Departamento Académico de Agronomía de la Universidad Autónoma de Baja California Sur (UABCS), en colaboración con la Fundación Produce Baja California Sur A.C., analiza el horizonte edáfico de suelos en las plantaciones de higo, en el desierto de  Vizcaíno, en el municipio de Mulegé (Baja California Sur). Por medio del saneamiento del suelo, con el uso de productos orgánicos, tienen la intención de «incrementar la producción de higos» en la zona que se caracteriza por un clima árido.